# Djarmén
Djarmén (en rus: Джармен) és un poble (un possiólok) del krai de Khabàrovsk, a Rússia, que el 2012 tenia 6 habitants.